# Xử lý RNA

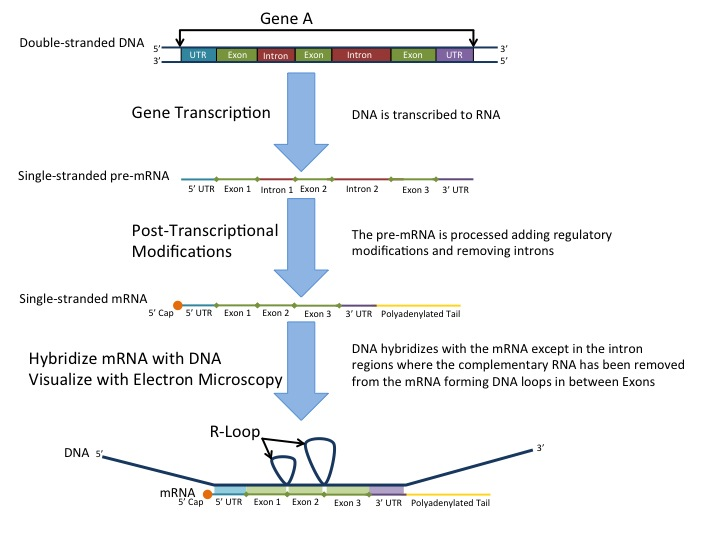
Hình 1: Sơ đồ xử lý mRNA sơ khai: Gen A phiên thành RNA sơ khai.
RNA sơ khai bị cắt rồi nối.
Tạo vòng khi cắt và nối tạo RNA trưởng thành.

Xử lý RNA là quá trình biến đổi tự nhiên phân tử RNA sơ khai vừa được tổng hợp, từ đó tạo nên RNA trưởng thành. Quá trình này gặp ở hầu hết các loài sinh vật nhân thực, xảy ra ngay sau khi phiên mã (tổng hợp RNA) nên cũng còn gọi là biến đổi sau phiên mã (post-transcriptional modification). Thuật ngữ này dịch từ nguyên gốc tiếng Anh: RNA processing dùng để chỉ  quá trình biến đổi RNA sơ khai vừa được phiên mã từ gen, qua khâu cắt intrôn, ghép êxôn và một số biến đổi khác nữa để tạo nên RNA trưởng thành. Quá trình xử lý RNA này được phát hiện vào khoảng từ năm 1978, cũng còn được dịch là quá trình chế biến RNA.

## Tổng quan
- Gen ở các loài sinh vật nhân thực thường bao gồm các êxôn (đoạn có mã hóa) xen kẽ với intrôn (đoạn không mã hóa). Sau khi gen hoạt động phiên mã, sẽ tạo ra RNA có cả êxôn xen kẽ với intrôn - đó là RNA sơ khai - chưa đủ chức năng làm khuôn cho dịch mã để tạo thành prôtêin. Việc xử lý RNA sơ khai sẽ tạo ra RNA trưởng thành có đủ chức năng sinh học. Thuật ngữ này (RNA processing) thường dùng để chỉ  quá trình biến đổi mRNA sơ khai vừa được phiên mã từ gen cấu trúc, qua khâu cắt intrôn và ghép êxôn, từ đó mới tạo nên RNA trưởng thành.[4][5][6]
- Quá trình xử lý RNA như vậy - nói chung - có thể chia thành hai giai đoạn chính

1. Giai đoạn "đội mũ - gắn đuôi" gồm  gắn mũ (cap) 7-methylguanosine và gắn thêm chuỗi pôly A như cái đuôi phân tử, nhờ sự đa ađênin hoá (polyadenylation).
2. Giai đoạn cắt - nối RNA sơ khai, trong tiếng Anh gọi là RNA splicing (xem trang cắt nối RNA).

- Bởi vì DNA của sinh vật nhân thực rất phức tạp, trong vùng mã hóa lại có cả các đoạn intrôn (không có mã) xen kẽ với các đoạn êxôn (có mã di truyền), thêm vào đó, lại có loại gen mã hoá nhiều RNA nhỏ liền nhau, sau phiên mã mới tách rời nhau, nên phiên mã xong mới chỉ tạo ra RNA sơ khai chưa có chức năng sinh học và thường bị tế bào phân giải. Do đó, xử lý RNA là quá trình bắt buộc trong sự biểu hiện gen.
- Xử lý RNA thường gồm 3 sự kiện chính (hình 1):

-  Gắn mũ (chóp) GTP.
-  Thêm đuôi pôlyA.
-  Cắt và nối (splicing).

## Gắn mũ
Các RNA thông tin của sinh vật nhân thực và virus có một cấu trúc đặc biệt ở hai đầu cuối. Ngay sau khi tiền RNA thông tin (pre-mRNA) được tạo thành và thoát ra khỏi phân tử RNA pôlymeraza, một loạt các enzym sẽ tiến hành phản ứng lên đầu 5' để tạo thành 5' methylated cap, gọi là "mũ" – thực chất là phân tử 7-methyl-guanosine gắn với nucleotide cuối của RNA thông tin qua liên kết "không bình thường" là 5'-5' triphosphate.
Quá trình gắn mũ này xảy ra trong quá trình phiên mã, sau khi phiên mã được khoảng 20-50 nucleotide 
Ở virus, các enzyme gắn mũ cho RNA thông tin gắn với RNA polymerase của virus. Còn ở sinh vật nhân thực, khác với RNA polymerase I và RNA polymerase III, RNA polymerase II có phần CTD (carboxy-terminal domain)  tương tác với enzyme gắn mũ. Nhờ vậy, mũ được bảo đảm đặc hiệu cho cấu trúc đầu 5' RNA thông tin. Mục tiêu của việc gắn mũ này là tránh việc phân tử RNA bị các enzyme khác làm phân hóa và trợ giúp cho RNA có khả năng ra khỏi nhân tế bào đến được tế bào chất. Cụ thể hơn, cấu trúc mũ này có tác dụng bảo vệ RNA mới hình thành khỏi các enzyme exonuclease 5'-3', là vị trí gắn trực tiếp cho phức hợp gắn với mũ (CBC - cap-binding complex) – chuẩn bị cho các bước biến đổi tiền RNA thông tin kế tiếp và cũng là vị trí gắn cho các nhân tố trong tế bào chất cần thiết trong quá trình dịch mã.

## Thêm đuôi pôlyA
Đầu còn lại sẽ bị tách bởi một enzyme phân hóa (endonuclease) để giải phóng nhóm hydroxyl ở 3' của nucleotide đầu cuối 3' và thêm vào adenylic acid nhờ vào enzyme poly(A) polymerase. Quá trình này liên quan mật thiết với việc kết thúc phiên mã, và một lần nữa, có sự tham gia của RNA polymerase II CTD để tương tác với các nhân tố gắn polyA. Tuy nhiên, người ta vẫn chưa thực sự hiểu rõ tác dụng của việc gắn đuôi polyA cho RNA thông tin để tạo thành RNA thông tin trưởng thành: bổ sung các nhân tố làm ngưng quá trình này không ảnh hưởng đến việc tổng hợp RNA thông tin và RNA thông tin không có đuôi poly(A) vẫn có thể được vận chuyển ra khỏi nhân và tham gia dịch mã nhưng với hiệu suất thấp hơn.

## Cắt nối
Ở sinh vật có nhân, gene không chỉ chứa các đoạn mang mã - chứa thông tin mã hóa protein (protein-coding sequence) mà còn xen kẽ bởi các đoạn không mang mã, lần lượt được gọi là exon và intron. Trong quá trình xử lý tiền RNA thông tin (pre-mRNA), các đoạn intron này được loại bỏ và các đoạn exon được nối lại với nhau để tạo thành RNA thông tin trưởng thành. Chính RNA thông tin trưởng thành này mới là khuôn chính xác cho quá trình dịch mã RNA thông tin thành protein tương ứng. Sự kiện trên được gọi là quá trình cắt nối, cũng được thực hiện đồng thời với quá trình phiên mã và tiếp tục sau phiên mã bởi một phức hợp lớn gồm các snRNPs (small nuclear ribonucleoprotein) (gọi là spliceosome).
Sự cắt nối có vai trò rất quan trọng vì ảnh hưởng trực tiếp đến khuôn dịch mã protein, do vậy vị trí cắt nối phải được đánh dấu cực kỳ chính xác. Trình tự base tại đoạn nối intron-exon trên RNA các sinh vật nhân thật có chung một motif: trình tự intron bắt đầu bằng GU và kết thúc bằng AG. Ngoài ra còn có một vị trí đặc biệt bên trong intron gọi là vị trí nhánh (branch site) với một ribonucleotide A cố định. Những phần khác của intron có vẻ như không đóng vai trò quan trọng trong quá trình splicing: người ta có thể chèn thêm, loại bỏ hay thay thế các phần này mà vẫn không ảnh hưởng đến quá trình splicing nếu giữ nguyên vị trí nhánh, đầu 5' và 3'.
Về cơ chế hóa học, cắt nối là quá trình bao gồm 2 phản ứng chuyển ester (transesterification) liên tiếp nhau. Đầu tiên, liên kết phosphodiester giữa exon phía đầu (tạm gọi exon1) và đầu 5' của intron bị phá vỡ bởi nhóm hydroxyl của một ribonucleotide A tại vị trí nhánh, và một liên kết phosphodiester mới hình thành giữa đơn phân A này với nhóm phosphate ở đầu 5' của intron tạo thành cấu trúc trung gian hình nút thòng lọng. Nhóm 5'hydroxyl tự do của exon1 lúc này sẽ tấn công liên kết phosphodiester giữa intron và exon phía đuôi intron(exon2) tương tự như phản ứng trên. Kết quả là exon1 và exon2 được nối với nhau và đoạn intron được giải phóng ở dạng nút thòng lọng. Chú ý là số lượng liên kết phosphodiester được giữ nguyên suốt quá trình cắt nối – điều này rất cần thiết vì quá trình cắt nối nhờ vậy, diễn ra mà không hề tiêu tốn năng lượng.
Đây là một quá trình đặc biệt quan trọng để hình thành RNA thông tin trưởng thành. Các RNA thông tin không được cắt nối thích hợp sẽ bị giữ lại tại vị trí phiên mã (cơ chế chưa được nghiên cứu rõ).
Một trong những đặc điểm nổi bật của quá trình cắt nối chính là quá trình cắt nối lựa chọn (alternative splicing).
Các exon trên RNA thông tin gồm hai loại là exon cơ bản (constitutive exon) và exon lựa chọn (alternative exon), hay intron, trong đó, chỉ có exon cơ bản luôn được giữ lại trên RNA thông tin trưởng thành, các intron bị cắt xén đi. Quá trình cắt nối lựa chọn thực hiện nhờ cơ chế gọi là cơ chế định nghĩa exon, với sự tham gia của các nhân tố giao dịch(gắn với các nhân tố tăng cường hay ức chế splicing). Chính nhờ cắt nối lựa chọn, một gene có thể tạo ra sản phẩm là nhiều protein khác nhau và vì thế, làm tăng độ đa dạng cũng như độ phức tạp của bộ gene sinh vật nhân chuẩn .